# Kang Hae-Eun
Kang Hae-Eun (9 de julio de 1977) es una deportista surcoreana que compitió en taekwondo. Ganó dos medallas de oro en el Campeonato Mundial de Taekwondo en los años 1997 y 1999, y una medalla de bronce en el Campeonato Asiático de Taekwondo de 1994.

## Palmarés internacional
| Campeonato Mundial  | Campeonato Mundial | Campeonato Mundial | Campeonato Mundial |
| Año                 | Lugar              | Medalla            | Categoría          |
| ------------------- | ------------------ | ------------------ | ------------------ |
| 1997                | Hong Kong (China)  | Medalla de oro     | –60 kg             |
| 1999                | Edmonton (Canadá)  | Medalla de oro     | –59 kg             |
| Campeonato Asiático |                    |                    |                    |
| Año                 | Lugar              | Medalla            | Categoría          |
| 1994                | Manila ()          | Medalla de bronce  | –60 kg             |